# Strobelia baccharidis
Strobelia baccharidis är en tvåvingeart som beskrevs av Camillo Rondani 1868. Strobelia baccharidis ingår i släktet Strobelia och familjen borrflugor. Inga underarter finns listade i Catalogue of Life.